# Crescentino Caselli

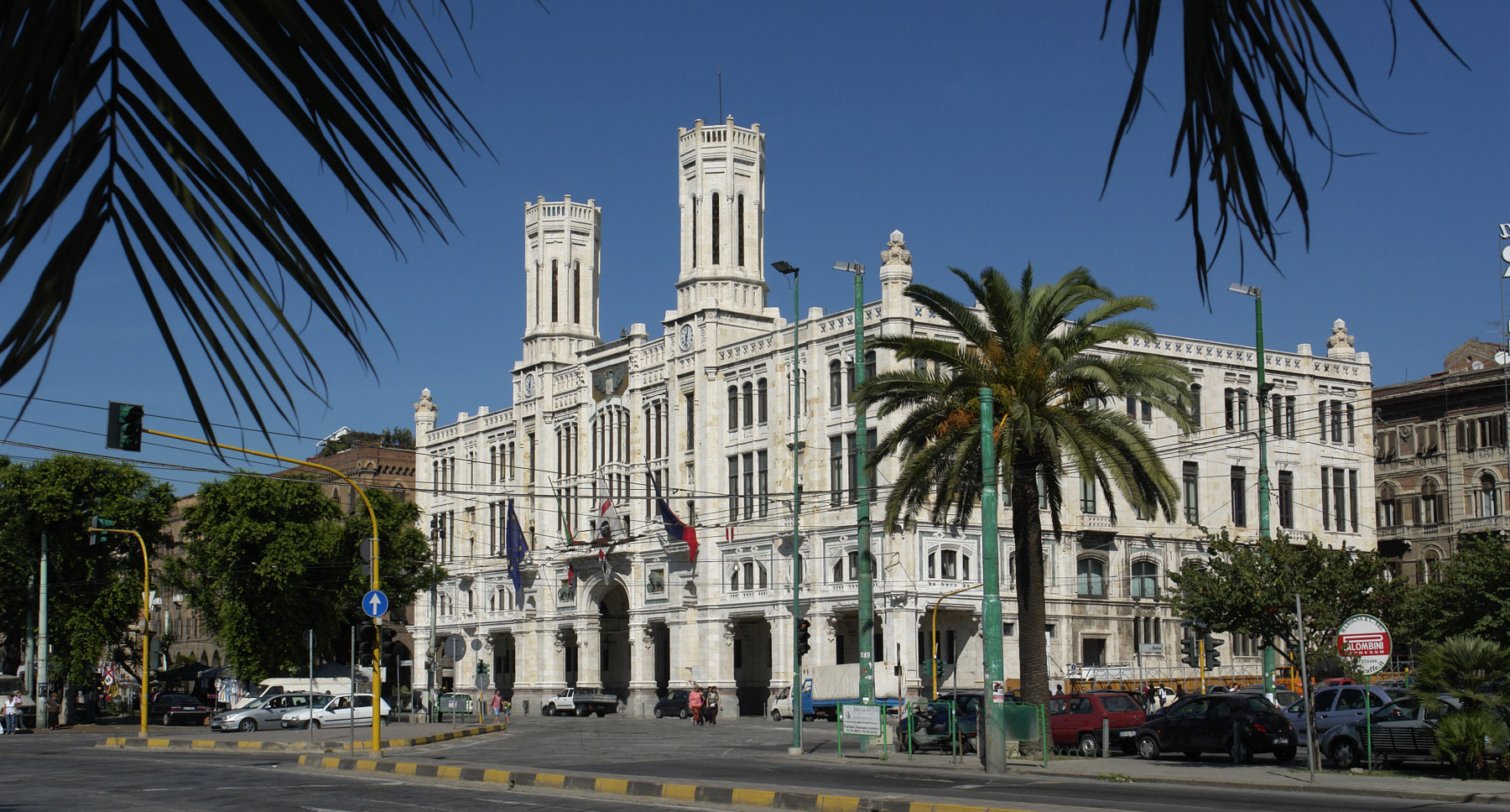
Il Palazzo Civico di Cagliari è una delle più significative realizzazioni di Crescentino Caselli

Crescentino Caselli (Fubine, 29 novembre 1849 – Bagni San Giuliano, 22 agosto 1932) è stato un ingegnere e architetto italiano.

## Biografia
Architetto italiano celebre per l'arditezza e la leggerezza costruttiva delle sue opere, sviluppate con profonde innovazioni a partire dai principi strutturali elaborati da Alessandro Antonelli, è conosciuto anche come inventore, assieme al fratello minore, ingegner Leandro Caselli, attivo a Carrara, di un sistema costruttivo antincendio basato su solai e coperture privi di struttura lignea in quanto costituiti da sottili volte e voltine ribassate in mattoni pieni. Fu autore di diversi complessi ospedalieri, fra cui quelli di Pisa (Clinica chirurgica dell'Ospedale Santa Chiara, su incarico del noto primario Antonio Ceci, anno 1897) , Ancona e  Torino, città, quest'ultima, nella quale aveva studiato e dove si sarebbe occupato del restauro del Palazzo Madama e, fino all'anno 1900, dell'ultimazione della Mole Antonelliana. 
Fu anche un attivo pubblicista e divulgatore scientifico nei campi dell'ingegneria e dell'architettura. Scrisse molti articoli per il periodico torinese L'Ingegneria Civile e le Arti Industriali e diresse per un breve periodo la rivista L'Architettura Italiana.
Nel 1896 vinse il concorso per il Palazzo Civico di Cagliari, la cui architettura riecheggiante i moduli aragonesi diffusi in Sardegna è divenuta un tipico esempio dello stile liberty italiano. Tuttavia recentemente gli storici attribuiscono la paternità di parte dell'opera, soprattutto negli apparati architettonici e decorativi, a un suo collaboratore, Annibale Rigotti, che per far valere i propri meriti gli fece causa.
Studiò ingegneria al Castello del Valentino presso la scuola di applicazione per ingegneri. Vi era approdato dopo avere conseguito il diploma presso l'Istituto Tecnico di Alessandria ed avere frequentato nella capitale subalpina i corsi della facoltà di matematica e i corsi liberi della scuola di ornato e di figura dell'Accademia delle Belle Arti.

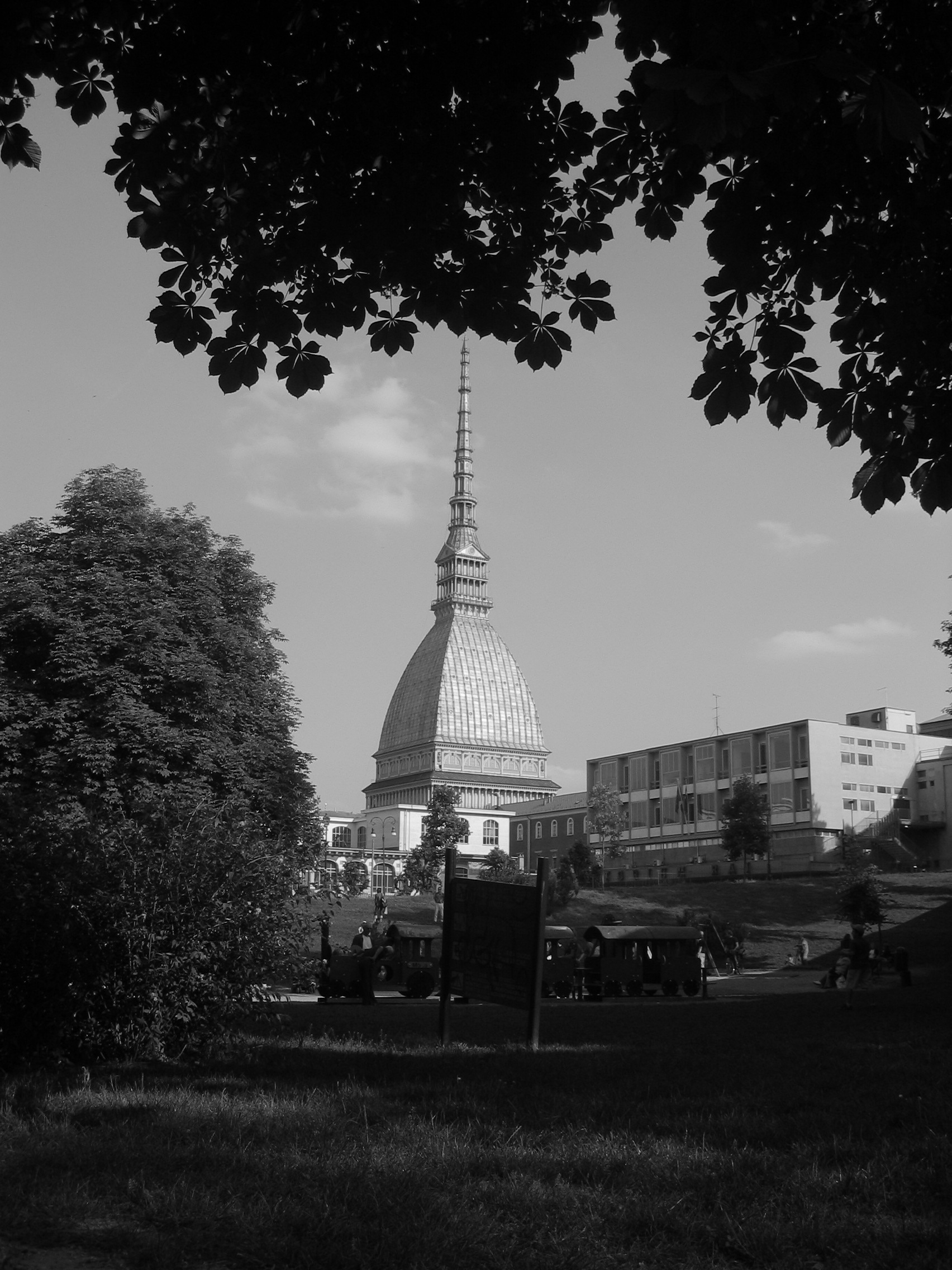
La Mole Antonelliana è uno dei progetti più conosciuti cui attese l'ingegnere-architetto originario di Fubine

Divenuto allievo prediletto di Alessandro Antonelli, si addottorò in ingegneria nel 1875 ed iniziò subito la carriera universitaria, accogliendo l'invito a Roma del matematico Luigi Cremona, direttore della locale scuola di ingegneria, e divenendo assistente alla cattedra di architettura.
Dopo viaggi di soggiorno ed aggiornamento in Italia, Svizzera, Francia e Germania, conseguita la libera docenza a Roma e divenuto professore incaricato di ingegneria, nel 1881 fu nominato ordinario di architettura presso l'Accademia torinese di Belle Arti, e contemporaneamente si dedicò all'attività di progettista, nella quale ottenne rapidamente una notevole fama, a partire dal progetto del 1882 per il Regio Istituto di Riposo per la Vecchiaia di corso Stupinigi (poi corso Unione Sovietica).
Autore di numerosi saggi concernenti l'insegnamento dell'architettura e dell'ingegneria, Caselli operò in varie località del Piemonte (oltre che Torino e la natìa Fubine, fra le altre Alessandria, Asti, Casale Monferrato, Castellazzo Bormida, Albugnano, Altavilla, Casorzo, Ceva, Frugarolo, Graglia, Moncalvo, Montemagno, Olivola, Ottiglio, Pancalieri, Vinovo) nel campo dell'edilizia pubblica, religiosa e residenziale. Di particolare rilievo, per l'arditezza delle soluzioni strutturali, è la cupola della parrocchiale di Camagna nel Monferrato casalese. Nel 1903 con Costanzo Antonelli consolidò il campanile della chiesa di Santo Stefano a Venezia.